# أخبار مكة
أخبار مكة وما جاء فيها من الآثار ألفه الحافظ أبو الوليد محمد بن عبد الله بن أحمد الأزرقي وهو من كتب تاريخ مكة وما جاء فيها من الآثار، يقدّم معلومات مفصّلة عن خطط مكة وعن الرباع والآبار، ويتكلَّم عن الحرم الشريف والمناطق المحيطة به والشعائر المتصلة بها، والأماكن المقدسة الأخرى.
الكتاب يحوي الروايات التاريخية عن بناء الكعبة منذ القِدم وإلى عهد الحجاج بن يوسف الثقفي (ت95هـ/713م)، وكذا في نشأة مكة ونزول القبائل فيها واتساع العمران وتفرُّق البطون. وقد تناول الأزرقي في فضائل مكة وكثير من أماكنها وخواص بعض الأماكن، إضافة إلى دراسة مجموعة من الآيات والأحاديث.